# 李汶 (李憕之子)
李汶（748年—820年代），唐朝太原府文水县（今山西省吕梁市文水县）人，祖籍陇西郡狄道县（今甘肃省定西市临洮县），出自陇西李氏敦煌房。《旧唐书》、《新唐书》将其名误作李源，《集古录跋尾》据《唐李憕碑》改定为李汶。
天宝十四载（755年）安禄山之乱，东京留守李憕在洛阳遇害。李憕十余子，李江、李涵、李沨、李瀛等人同时遇害，只有李汶、李彭得脱。李汶时年八岁，被燕军所俘为奴，流离民间将近七八年。史朝义逃到河北时，李憕的洛阳故吏有认识李汶的，将他赎出。唐代宗听说后，授李汶为河南府参军，转任司农寺主簿。李汶以父亲死於祸难，无心为官，誓不娶妻，不食酒肉。洛阳之北的惠林寺，李憕是的旧墅，李汶依寺僧祠居，寓居一室，依僧斋戒，一天吃一顿饭。祠殿是李憕原来的寝室，每每经过一定趋步。他穴地为墓，作为终制，常常卧于穴中。
长庆三年（823年），李汶已经八十岁了，御史中丞李德裕表荐李汶。唐穆宗下诏以李汶守左谏议大夫，赐绯鱼袋。河南尹遣官敦谕，唐穆宗令宦官带着赍手诏、绯袍、牙笏、绢二百匹，去洛阳惠林寺宣赐。李汶顿首受诏，对宦官说自己年高病重，不能趋拜，附表谢恩，他的官告、服色、绢布，都推辞不受。不久在寺中去世。唐敬宗时，擢升李憕之孙为河南兵曹参军。